# Giải đua ô tô Công thức 1 Abu Dhabi
Giải đua ô tô Công thức 1 Abu Dhabi (tiếng Ả Rập: سباق جائزة أبوظبي الكبرى) là một chặng đua Công thức 1 diễn ra hàng năm kể từ năm 2009 ở trường đua Yas Marina, Các Tiểu vương quốc Ả Rập Thống nhất.

## Lịch sử

### 2007-2013: Những năm đầu tiên và thời kỳ động cơ V8
Công thức 1 lần đầu tiên được biết đến ở Abu Dhabi vào năm 2007 dưới hình thức Lễ hội Công thức 1 đầu tiên. Được công bố vào tháng 1 năm 2007, lễ hội này diễn ra vào ngày 3 tháng 2 năm 2007 là miễn phí và đồng thời cũng là sự kiện tập trung đông nhất của những chiếc xe Công thức 1 hiện tại và các tay đua bên ngoài chặng đua. Tại lễ hội, người ta thông báo rằng Abu Dhabi đã giành được quyền đăng cai một chặng đua Công thức 1 từ năm 2009 đến năm 2016. Cuối năm đó, Etihad Airways đã đàm phán một hợp đồng ba năm để trở thành nhà tài trợ cho giải đua ô tô Công thức 1 Abu Dhabi.
Vào năm 2009, giải đua ô tô Công thức 1 Abu Dhabi đã được thêm vào lịch đua. Sự kiện này đã được thông báo tạm thời rằng được tổ chức vào ngày 15 tháng 11 năm 2009 với tư cách là chặng đua thứ 19 và cuối cùng của mùa giải 2009. Cả hai chặng đua ở Canada và Pháp sau đó đều bị loại khỏi lịch đua tạm thời và cuối cùng thì giải đua ô tô Công thức 1 Abu Dhabi đã được dời sang ngày 1 tháng 11 năm 2009 và trở thành chặng đua cuối cùng trong số 17 cuộc đua. Người chiến thắng chặng đua này là Sebastian Vettel.
Chặng đua năm 2010 là lần đầu tiên một cuộc tranh giành chức vô địch được quyết định. Tại chặng đua này, Vettel giành chiến thắng thứ hai liên tiếp tại chặng đua này và anh chính thức đánh bại người dẫn đầu chức vô địch năm đó, Fernando Alonso, để giành được chức vô địch hạng mục tay đua lần đầu tiên trong sự nghiệp của anh.
Vào năm 2011, chặng đua này là chặng đua thứ 18 và áp chót của giải đua xe Công thức 1 2011. Lewis Hamilton đã giành chiến thắng cuộc đua này trước Fernando Alonso và Jenson Button. Vettel xuất phát từ vị trí pole nhưng đã bỏ cuộc sau bị thủng lốp ở vòng đua đầu tiên.
Tại chặng đua năm 2012, tay đua người Phần Lan Kimi Räikkönen đã giành chiến thắng lần đầu tiên sau khi tái xuất Công thức 1. Người dẫn đầu giải vô địch năm đó, Sebastian Vettel, đã kết thúc cuộc đua ở vị trí thứ 3 sau khi xuất phát từ làn pit do bị loại khỏi vòng phân hạng vì không có đủ nhiên liệu để quay trở lại chế độ parc fermé. Đối thủ trong cuộc giành chức vô địch chính năm đó của Vettel, Fernando Alonso, đứng thứ nhì.
Vettel của Red Bull Racing đã giành chiến thắng lần thứ ba tại chặng đua năm 2013 trước Mark Webber và Nico Rosberg.

### 2014-nay: Thời kỳ động cơ V6
Giải đua ô tô Công thức 1 Abu Dhabi 2014 diễn ra vào ngày 23 tháng 11 và là chặng đua cuối cùng của giải đua xe Công thức 1 2014. Tại chặng đua này, số điểm được trao cho cuộc đua đã được nhân đôi. Hamilton của Mercedes giành chiến thắng cuộc đua này trước Felipe Massa và Valtteri Bottas để đảm bảo chức vô địch hạng mục tay đua thứ hai của anh.
Giải đua ô tô Công thức 1 Abu Dhabi 2015 được tổ chức vào ngày 29 tháng 11 năm 2015 và và là chặng đua cuối cùng của giải đua xe Công thức 1 2015. Nico Rosberg đã giành chiến thắng cuộc đua này trước Hamilton và Räikkönen.
Giải đua ô tô Công thức 1 Abu Dhabi 2016 được tổ chức vào ngày 27 tháng 11 năm 2016 và là chặng đua cuối cùng của giải đua xe Công thức 1 2016. Mặc dù Hamilton đã giành chiến thắng tại cuộc đua này trước Rosberg và Vettel với bốn chiến thắng liên tiếp trước đó, Rosberg giành chức vô địch hạng mục tay đua đầu tiên và duy nhất của mình.
Giải đua ô tô Công thức 1 Abu Dhabi 2017 được tổ chức vào ngày 26 tháng 11 năm 2017 và là chặng đua cuối cùng của giải đua xe Công thức 1 2017. Bottas đã giành chiến thắng trong cuộc đua trước Hamilton và Vettel.
Giải đua ô tô Công thức 1 Abu Dhabi 2018 được tổ chức vào ngày 25 tháng 11 năm 2018 và là chặng đua cuối cùng của giải đua xe Công thức 1 2018. Hamilton đã giành chiến thắng trong cuộc đua trước Vettel và Max Verstappen.
Giải đua ô tô Công thức 1 Abu Dhabi 2019 được tổ chức vào ngày 1 tháng 12 năm 2019 và là chặng đua cuối cùng của giải đua xe Công thức 1 2019. Nhà vô địch sáu lần Hamilton giành chiến thắng cuộc đua này trước Verstappen và Charles Leclerc. Cũng tại cuộc đua này, Hamilton đã đạt được "Grand Slam" sau khi giành vị trí pole, dẫn đầu mọi vòng đua và giành chiến thắng trong cuộc đua.
Giải đua ô to Công thức 1 Abu Dhabi 2020 được lên kế hoạch diễn ra vào ngày 29 tháng 11 nhưng đã được dời sang ngày 13 tháng 12 để cho phép giải đua ô tô Công thức 1 Bahrain diễn ra sau khi cuộc đua bị hoãn do đại dịch COVID-19. Verstappen giành chiến thắng cuộc đua này trước với Bottas và Hamilton. Đây cũng là chiến thắng đầu tiên của Verstappen tại chặng đua này.
Vào ngày 9 tháng 12 năm 2021, một thỏa thuận kéo dài 10 năm đã được ký kết giữa Cơ quan quản lý ô tô thể thao Abu Dhabi và Tập đoàn Công thức 1, trong đó Abu Dhabi giữ quyền tổ chức chặng đua cuối cùng của mùa giải Công thức 1 cho đến năm 2030. Chặng đua năm 2021 được tổ chức vào ngày 12 tháng 12 năm 2021. Verstappen đã giành chức vô địch hạng mục tay đua đầu tiên của anh sau khi giành chiến thắng cuộc đua này trước Hamilton và Carlos Sainz Jr. Mercedes đã giành chức vô địch hạng mục đội đua lần thứ 8 liên tiếp trước Red Bull Racing ở vị trí thứ hai. Cuộc đua này và chức vô địch của Verstappen đã gây ra tranh cãi sau khi Mercedes ban đầu có ý định kháng cáo kết quả với lý do Michael Masi có thể đã sử dụng quy trình không chính xác để rút xe an toàn trước khi tiếp tục đua ở vòng cuối cùng của cuộc đua. Thế nhưng, Mercedes sau đó đã từ bỏ kháng cáo. FIA sau đó đã mở một cuộc điều tra về các sự kiện của cuộc đua và làm rõ các quy định về xe an toàn. Ngoài ra, Michael Masi được thay thế bởi Niels Wittich và Eduardo Freitas.
Giải đua ô tô Công thức 1 Abu Dhabi 2022 được tổ chức vào ngày 20 tháng 11 năm 2022 và là chặng đua cuối cùng của giải đua xe Công thức 1 2022. Verstappen đã giành chiến thắng trước Leclerc và Sergio Pérez về thứ ba.

## Kết quả theo năm
| Năm  | Tay đua          | Đội đua                    | Địa điểm   | Chi tiết |
| ---- | ---------------- | -------------------------- | ---------- | -------- |
| 2009 | Sebastian Vettel | Red Bull Racing-Renault    | Yas Marina | Chi tiết |
| 2010 | Sebastian Vettel | Red Bull Racing-Renault    | Yas Marina | Chi tiết |
| 2011 | Lewis Hamilton   | McLaren-Mercedes           | Yas Marina | Chi tiết |
| 2012 | Kimi Räikkönen   | Lotus-Renault              | Yas Marina | Chi tiết |
| 2013 | Sebastian Vettel | Red Bull Racing-Renault    | Yas Marina | Chi tiết |
| 2014 | Lewis Hamilton   | Mercedes                   | Yas Marina | Chi tiết |
| 2015 | Nico Rosberg     | Mercedes                   | Yas Marina | Chi tiết |
| 2016 | Lewis Hamilton   | Mercedes                   | Yas Marina | Chi tiết |
| 2017 | Valtteri Bottas  | Mercedes                   | Yas Marina | Chi tiết |
| 2018 | Lewis Hamilton   | Mercedes                   | Yas Marina | Chi tiết |
| 2019 | Lewis Hamilton   | Mercedes                   | Yas Marina | Chi tiết |
| 2020 | Max Verstappen   | Red Bull Racing-Honda      | Yas Marina | Chi tiết |
| 2021 | Max Verstappen   | Red Bull Racing-Honda      | Yas Marina | Chi tiết |
| 2022 | Max Verstappen   | Red Bull Racing-RBPT       | Yas Marina | Chi tiết |
| 2023 | Max Verstappen   | Red Bull Racing-Honda RBPT | Yas Marina | Chi tiết |